# جورج دونيلي (لاعب كرة قدم أمريكية)
جورج دونيلي (بالإنجليزية: George Donnelly)‏ هو لاعب كرة قدم أمريكية أمريكي، ولد في 4 سبتمبر 1942 في شيكاغو في الولايات المتحدة.